# Младежка културно-просветна организация „Тодор Александров“
Младежката културно-просветна организация „Тодор Александров“ е младежка културно-просветна организация, учредена през 1925 година в Кюстендил.

## История
Оранизацията е създадена една година след убийството на Тодор Александров по решение на Централния комитет на Вътрешната македонска революционна организация. Основно задължение на организацията е да показва на ръководството лицата, които могат да се развиват в духовно отношение, и тези, които са подходящи за бъдещи четници. Организацията се развива и се превръща в широко разпространено младежко движение, което функционира на конспиративен принцип по тройки и петорки. Ядро на организацията има почти във всяко селище на Кюстендилско.
След уставовяването в 1934 година на деветнадесетомайското правителство, което преследва македонските организации, давайки външна изява на културно-просветната дейност, организацията просъществува още около 4 години.